# Peter I:s ö
Peter I:s ö (norska: Peter I Øy eller Peter 1.s øy) är ett så kallat norskt biland sedan 24 mars 1933 men har tillhört Norge sedan 2 februari 1931 då norska staten tog den i besittning 1 maj. Ön ligger cirka 450 kilometer utanför Antarktis västra kust.
Den är obebodd och förvaltas direkt från Norge av Norsk Polarinstitutt. Peter I:s ö utgör, tillsammans med Drottning Mauds land och Bouvetön, Norska Antarktis, Norges anspråk i Antarktis.

## Historik

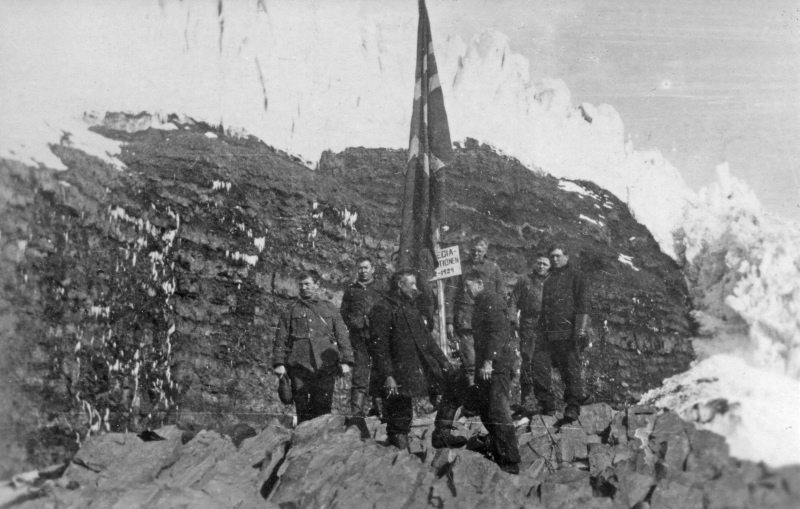
Den norska landstigningen 1929.

Ön upptäcktes den 21 januari 1821 av en expedition under ledning av den ryske Fabian Gottlieb Thaddeus von Bellingshausens expedition men man lyckades inte på grund av drivisen komma närmare än omkring 25 kilometer. Den uppkallades efter den ryske tsaren Peter den store, som var grundaren av den moderna ryska flottan. Först i januari 1910 kunde ön bekräftas av Jean-Baptiste Charcot, som nådde fram till cirka 5 kilometers avstånd där packisen hindrade landstigning.
År 1926-1927 kringseglades ön av en av norrmannen konsul Lars Christensen utsänd expedition med Odd I. Den 2 februari 1929 skedde första landstigningen under den andra Norvegiaexpeditionen och norska flaggan hissades på Framnæsodden i Sandefjorbukta, efter att Ola Olstad gjort den första lyckade landstigningen. Kartläggningsarbete utfördes och en liten koja byggdes, i vilken proviant lämnades för framtida behov. Nytt landstigningsförsök från Norvegia gjordes 1931, men misslyckades på grund av packisen men  i maj månad samma år deklarerade Norge överhöghet över ön och den förklarades 1933 vara norskt territorium.
I februari 1948 skedde den andra landstigningen och då medfördes en snövessla och under tre dygn genomfördes biologiska, geologiska och hydrogeografiska undersökningar innan packisen tvingade dem lämna ön. Ön besöktes därefter för kortare vetenskapliga undersökningar samt av några turistgrupper innan personal från Norsk Polarinstitutt genomförde en 11 dygn lång kartläggning av ön och dess marinbiologi. En automatisk väderstation sattes upp och cirka 18 000 kontakter upprättades med radioamatörer runt om i världen. Efter detta har besök gjorts framförallt för underhåll av materiel och flygfotografisk kartläggning.

## Geografi

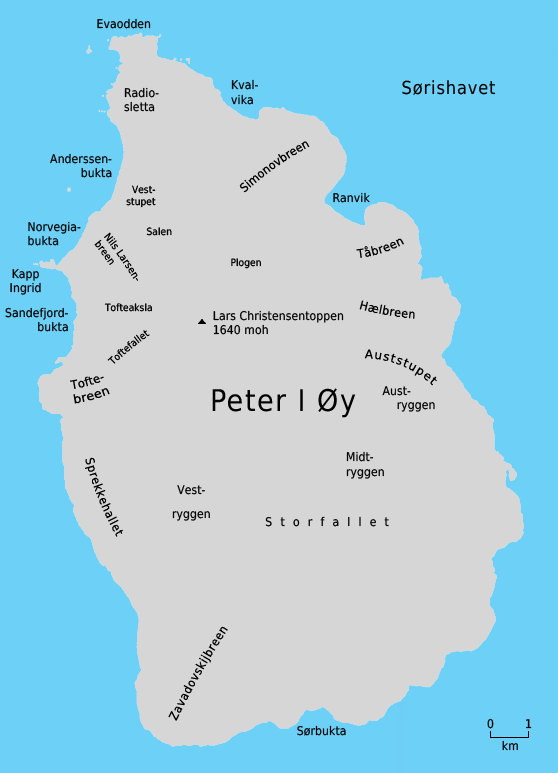
Karta över Peter I:s ö

Ön sträcker sig 18,8 kilometer i nord-sydlig riktning, och 12,8 kilometer i öst-västlig riktning med en yta på 156 km² och den högsta höjden, Lars Christensen-toppen, ligger på 1 640 meter över havet. Ön består till 95 procent av glaciärer och större delen av året är ön snö- och istäckt, förutom under en kort period under sensommaren.
På ön finns:
- glaciären Olstadbreen
- platån Radiosletta
- kullarna Salen och Salknappen
- uddarna Evaodden och Sawadowskij Hukk

samt bergen och bergstopparna:
- Austryggen
- Botnryggen
- Lars Christensentoppen
- Midtryggen
- Plogen
- Pyramiden
- Storfallet
- Tofteaksla
- Toftefallet
- Vestryggen

## Landflora och fauna
Kartläggning av flora och fauna genomfördes under expeditionen 1948 och floran var begränsad till ett fåtal moss- och lavarter. Bland fåglar förekom häckande sydstormfågel med uppskattningsvis 3 500 par samt en liten grupp Adéliepingviner och några Hakremspingviner. Bland andra havsfåglar iakttogs bara någon handfull och ingen art bedömdes häcka. Ingen föryngring av sälar noterades.